# Харє
Харє (словен. Harje) — поселення в общині Лашко, Савинський регіон, Словенія. Висота над рівнем моря: 284,2 м. 